# Bamboléo
Bamboléo è un singolo del gruppo musicale francese di origine gitana spagnola Gipsy Kings, pubblicato nel 1987 negli Stati Uniti d'America e nel 1988 in Europa. È estratto dall'eponimo album.

## Origine
Parte della canzone è un adattamento della canzone popolare venezuelana del 1980 Caballo viejo di Simón Díaz. Il ritornello è basato su Bamboleô di André Filho, registrato da Carmen Miranda nel 1931. Julio Iglesias ha eseguito la canzone come Caballo viejo (Bamboleo). Nel 1989 Pépé Hernandez incide una cover del brano per il mercato francese (Carrere, 14.360). Nel 2006 la Tony Evans Dancebeat Studio Band incide la versione samba per l'album Latin Heat 2 - Dancebeat 4 (Tema International Ltd).

## Tracce
1987
- A-Side: "Bamboléo" (3:28)
- B-Side: "Quiero Saber" (4:09)

1988 12" UK version
- A-side: "Bamboléo"
- B-side: "Bamboléo (Single Version)" (3:25) / "Quiero Saber" (4:10)

1988 US version
- A-side: "Bamboléo" (3:28)
- B-side: "Bamboléo (LP version)" (3:28)

1988 long 12" version
- A-Side: "Bamboléo (Latin single)" (3:45)
- B-side: "Bamboléo (Latin Extended version)" (7:17)

## Classifiche
| Classifica (1987-89) | Posizione massima |
| -------------------- | ----------------- |
| Australia            | 19                |
| Austria              | 12                |
| Belgio (Fiandre)     | 23                |
| Francia              | 7                 |
| Germania             | 18                |
| Paesi Bassi          | 5                 |
| Regno Unito          | 89                |